# Palapa

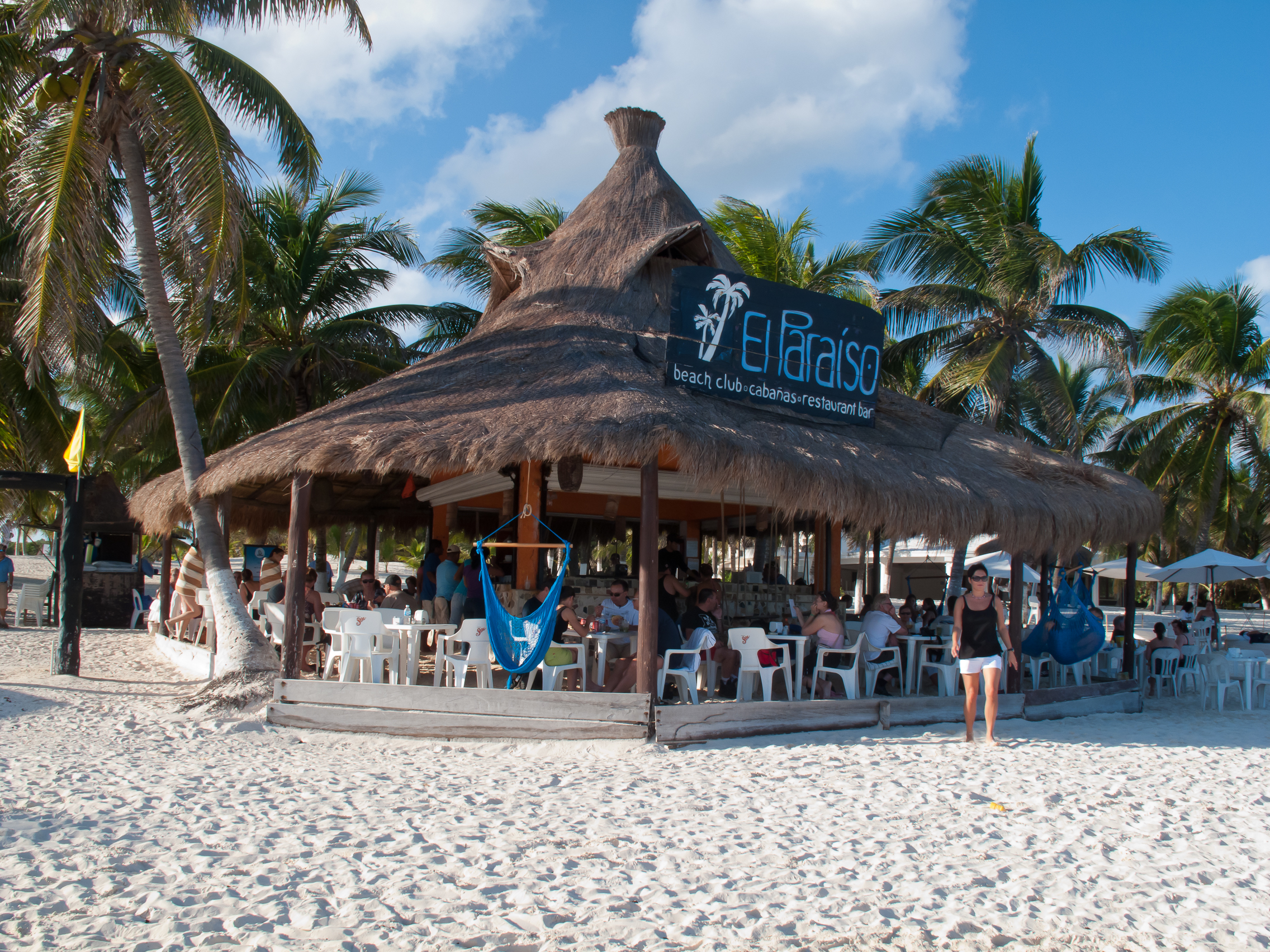
Een palapa boven een beachbar

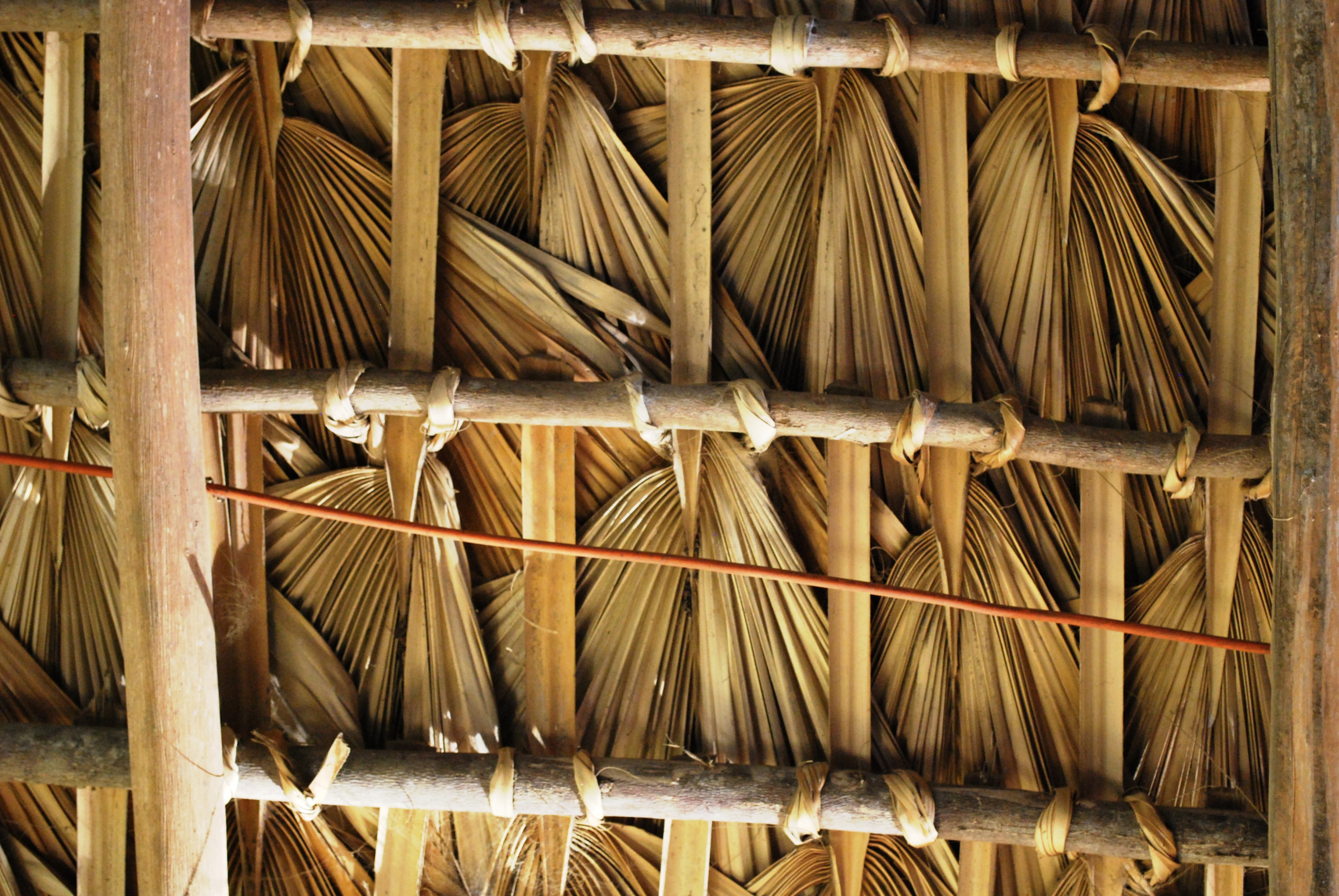
De binnenkant van een palapa

Een palapa is een open ruimte met daarboven, op houten palen, een dak van gedroogde palmbladeren. Hiermee wordt een koele ruimte gecreëerd.
Deze manier van bouwen komt oorspronkelijk uit Mexico en stamt al uit de tijd van de Maya's. Palapa's worden tegenwoordig wereldwijd als strandtent, bar of zelfs vakantiehuis gebruikt.
Het woord palapa betekent in het Maya vezelig blad.